# Сутера
Сутѐра (на италиански и на сицилиански Sutera) е село и община в Южна Италия, провинция Калтанисета, автономен регион и остров Сицилия. Разположено е на 590 m надморска височина. Населението на общината е 1438 души (към 2012 г.).